# Aiutante di campo

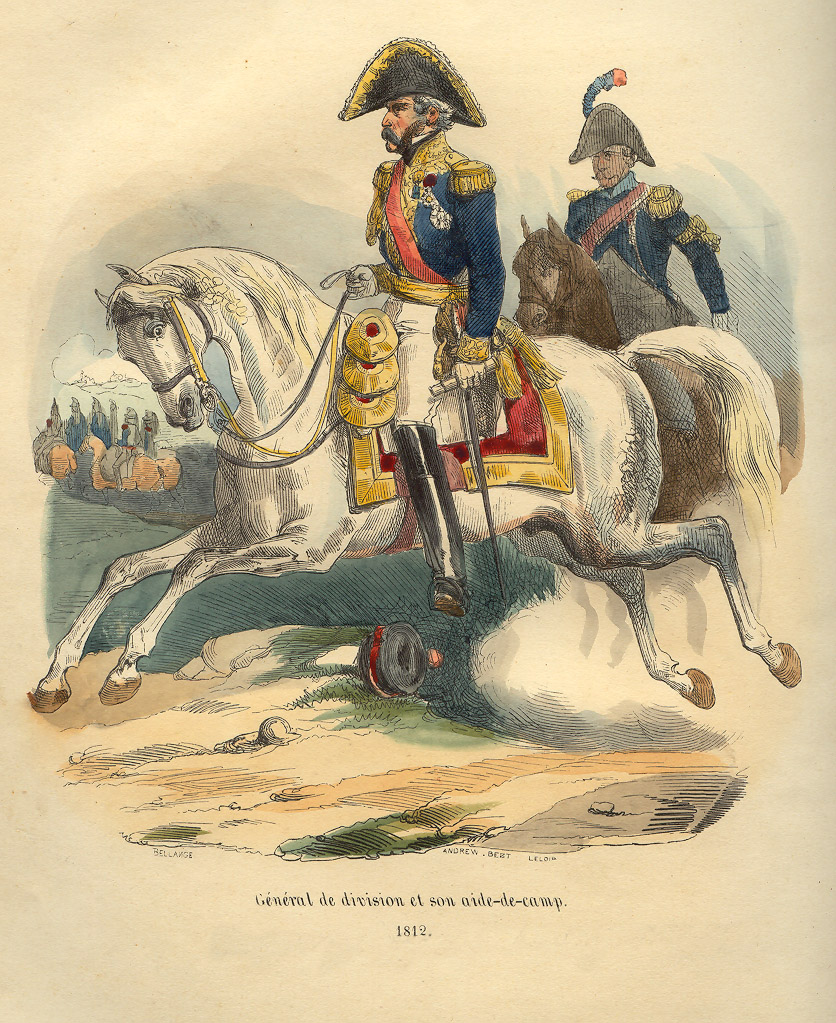
Un aiutante in campo francese (a destra) di un Generale di divisione (al centro) durante le guerre napoleoniche

L'aiutante di campo è un ufficiale assistente, assegnato al comandante di un'unità militare di dimensioni più o meno ampie, che è responsabile di seguire un ufficiale più anziano o superiore per far rispettare i suoi ordini. Permanentemente al suo fianco, beneficia della sua esperienza e garantisce il suo supporto. Nel Canada è anche una speciale funzione militare.
Generalmente ha un aiutante il comandante del battaglione di fanteria o del reggimento di cavalleria; i comandanti delle brigate, delle divisioni e dei corpi d'armata, oltre che i comandanti in capo, hanno uno o più aiutanti a seconda delle esigenze del loro comando. L'aiutante deve trasmettere gli ordini del suo comandante e deve controllare che vengano eseguiti; inoltre, riceve o raccoglie i rapporti a lui destinati. L'aiutante è pertanto ampiamente responsabile dell'organizzazione interna dell'unità alla quale appartiene. Egli assegna i turni di servizio ai vari componenti dell'unità ed emana gli ordini giornalieri; per il suo comandante svolge anche la funzione di segretario, sbrigando la corrispondenza con i distaccamenti e le autorità superiori, classificando i quotidiani rapporti e notifiche, compilando il giornale e i libri statistici dell'unità.
Attualmente, alle unità militari più grandi è di consuetudine assegnato un regolare stato maggiore, proveniente dallo stato maggiore generale dell'esercito, comandato da un "Capo dello Stato Maggiore" il quale assume su di sé le funzioni più alte dell'aiutante, lasciando a quest'ultimo la trasmissione degli ordini e la definizione del normale servizio dell'unità. Tuttavia, in questi casi le disposizioni variano talmente da esercito a esercito che risulta impossibile fornirne un quadro generale. Ad esempio, non esistono due eserciti in cui le funzioni dell'aiutante di un generale di corpo d'armata siano esattamente le stesse.
Oltre a questi veri e propri aiutanti, in alcuni paesi, l'aiutante di campo è un titolo onorifico che conferisce diritti speciali e partecipazione a funzioni cerimoniali. In passato le esigenze delle istituzioni monarchiche hanno fatto nascere gran copia di cosiddetti aiutanti generali del sovrano, i quali avevano funzioni fittizie tranne quando erano chiamati a servire il loro signore; anche in queste occasioni, però, le loro funzioni erano di natura puramente formale.

## Storia
Queste funzioni precedentemente venivano solitamente svolte volontariamente e gratuitamente da giovani di famiglie molto distinte. Nel corso del XVI e del XVII secolo gli aiutanti di campo venivano chiamati aiutanti marescialli degli eserciti reali perché erano particolarmente legati al maresciallo per l'esecuzione dei suoi ordini.
Il Duca di Enghien nel 1645 durante l'assedio di Thionville aveva 22 aiutanti. Luigi XIV spese 500 franchi al mese per ogni aiutante di campo. Lo stesso monarca assegnava quattro aiutanti di campo a ciascun maresciallo o comandante generale dell'esercito, due a ciascun luogotenente generale e uno a ciascun maresciallo di campo nel campo. Poi sono stati chiamati per questi compiti ufficiali giovani, istruiti e intelligenti. I marescialli di Francia avevano assistenti di campo di grado superiore a quelli degli altri generali. La posizione degli aiutanti di campo vicino alla persona di re e principi era considerata più una funzione che un grado.

## Grado militare
Aiutante è anche il grado apicale del ruolo sottufficiali di alcune forze armate mondiali, principalmente nei paesi francofoni, paragonabile al ruolo marescialli delle forze armate italiane.

## Italia
In Italia il grado di aiutante di battaglia è il massimo grado per i sottufficiali delle forze armate italiane, che può essere conferito per azioni compiute in guerra o in operazioni conseguenti a gravi crisi internazionali. Dal 1995 è orfano di insegna di grado.
Fino al 1946 la monarchia Savoia prevedeva la figura del Primo aiutante di campo del re. 

## Argentina
In Argentina, tre ufficiali, uno di ogni forza armata, con il grado di tenente colonnello per l'Esercito e l'Aeronautica e di Capitano di fregata per la Marina, vengono assegnati come aiutanti del Presidente della Repubblica e analogamente tre ufficiali dello stesso grado sono assegnati al Ministro della Difesa.

## Canada
Il governatore generale del Canada ha diversi aiutanti di campo, che hanno il grado di capitano o tenente di vascello, che coordinano tutte le sue attività e movimenti.
I Luogotenenti hanno anche aiutanti di campo, ma spesso questa funzione è più simbolica e onorifica.
Gli ufficiali superiori hanno anche aiutanti di campo.
In tutti i casi, gli aiutanti di campo portano un cordone giallo che identifica la loro funzione. Quelli in servizio presso il Governatore Generale indossano il distintivo sulle spalline. Gli aiutanti di campo dei luogotenenti governatori indossano gli stemmi della provincia interessata sulle loro spalline.
Il 29 novembre 1973, il Governatore Generale Roland Michener di sua iniziativa consentì agli aiutanti di campo del Governatore Generale e dei Luogotenenti Governatori di usare le lettere post-nominali A de C (Aide de camp) durante lo svolgimento delle loro funzioni.

## Francia
A partire dal XVI secolo alle unità militare venivano assegnati giovani ufficiali con il compito di portare gli ordini dettati durante la battaglia, per cambiare la direzione di partenza delle unità da parte dal Generale in Capo.
Nella Francia rivoluzionaria, il 5 settembre 1790, l'Assemblea nazionale costituente istituì il corpo degli aiutanti di campo. Nel 1790 furono nominati 136 aiutanti di campo, i cui gradi andavano da capitano a colonnello.
Spesso eran cavalieri illustri che in tempo di guerra si distinguevano per il loro ardore e la loro velocità di esecuzione degli ordini, correndo gravi pericoli attraversando un campo di battaglia o zona nemica, e che in tempo di pace si distinguevano per le loro uniformi scintillanti. Alcuni generali o noti marescialli iniziarono come aiutanti di campo, come Murat, Junot e Marmont. Sebbene la funzione di Aiutante di campo comportasse dei pericoli, non sono mai mancati i volontari. 
Nella Francia attuale Il Presidente della Repubblica, in qualità di capo delle forze armate, ha degli aiutanti di campo, generalmente tre, di cui uno tradizionalmente dell'esercito e tutti con il grado di tenente colonnello o di capitano di fregata se della Marina. La loro missione è principalmente quella di trasportare la valigetta legata all'utilizzo dell'arma nucleare; Possono anche svolgere missioni di assistenza generale, ad esempio quando fanno il Presidente fa una dichiarazione, è possibile vedere un aiutante di campo che consegna il discorso del presidente sulla scrivania quando arriva o durante una cerimonia di consegna. Quando viaggia, l'aiutante di campo è spesso posto di fronte all'auto presidenziale, ed è uno dei più vicini al presidente.
Famosi aiutanti di campo francesi sono stati:
- Henri Gatien Bertrand, aiutante di campo di Napoleone I
- Armand Augustin Louis de Caulaincourt, aiutante di campo del primo console Bonaparte e poi dell'imperatore Napoleone I
- Auguste Jean-Gabriel de Caulaincourt
- Geraud Duroc, aiutante di campo di Napoleone Bonaparte
- Rémi Joseph Isidore Exelmans, aiutante di campo di Jean Baptiste Éblé, di Jean-Baptiste Broussier  e di Gioacchino Murat
- Jean-Andoche Junot, aiutante di campo di Napoleone ad Austerlitz
- Jacques Alexandre Law de Lauriston, aiutante di campo del primo console Napoleone Bonaparte e poi dell'imperatore Napoleone I
- Louis-François Lejeune, aiutante di campo del Maresciallo dell'Impero Louis Alexandre Berthier
- Louis-Michel Letort de Lorville, aiutante di campo di Napoleone I
- Jean Baptiste Antoine Marcellin de Marbot, aiutante di campo del Maresciallo Augereau, dei marescialli dell'Impero Lannes e Massena e poi di Luigi Filippo di Francia e di Luigi Filippo Alberto d'Orléans
- Auguste Marmont, aiutante di campo di Napoleone Bonaparte
- Carlo Tristano di Montholon, aiutante di campo dei marescialli dell'Impero Pierre François Charles Augereau, dei marescialli dell'Impero Augereau, Berthier e Macdonald
- Gioacchino Murat, aiutante di campo di Napoleone Bonaparte
- Jean Rapp, aiutante di campo del generale Louis Charles Antoine Desaix e poi di Napoleone I
- Honoré Charles Reille, aiutante di campo di Andrea Massena e poi di Napoleone I
- Anne Jean Marie René Savary, aiutante di campo del generale Louis Charles Antoine Desaix e poi di Napoleone I
- Alain de Boissieu, aiutante di campo di Charles De Gaulle